# Chiesa di San Giorgio a Contra
La chiesa di San Giorgio a Contra è una chiesa che si trova in località Contra a Bibbiena.
Documentata dal 1008, la chiesa subì una progressiva decadenza e nella visita pastorale del 1424 non ne venne più fatta menzione. L'attuale chiesetta, che nel culto di San Giorgio conserva il ricordo del primitivo edificio, è ad aula unica, con muratura in pietra e rifiniture in mattoni.
La semplice facciata con copertura a capanna, da cui emerge il piccolo campanile a vela, è introdotta da tre gradini semiesagonali e presenta un portale inquadrato da una cornice liscia, sormontato da un oculo; ai lati, due finestrelle quadrate. L'interno, coperto da capriate lignee del XV secolo, conserva sulla parete sinistra due riquadri ad affresco raffiguranti la Madonna con il Bambino e Santa Caterina d'Alessandria, opera di un artista locale del XV secolo.